# 65537-Eck

65537-Eck oder Kreis?

Das 65537-Eck ist eine geometrische Figur aus der Gruppe der Vielecke (Polygone). Es ist definiert durch 65.537 Punkte, die durch ebenso viele Kanten zu einer geschlossenen Figur verbunden sind.
Dieser Artikel befasst sich ausschließlich mit dem regelmäßigen 65537-Eck, bei dem alle Seiten gleich lang sind, und dessen Eckpunkte auf einem gemeinsamen Umkreis liegen. In einer grafischen Darstellung ist das 65537-Eck von einem Kreis visuell nur bei großen Radien zu unterscheiden (siehe Abbildung 1).

## Konstruktion
Das Besondere am 65537-Eck ist die Tatsache, dass es unter Beschränkung auf die Euklidischen Werkzeuge Zirkel und Lineal theoretisch konstruiert werden kann. In der Praxis ist die Konstruktion jedoch – wegen der dabei entstehenden Dichte der Linien und Eckpunkte – nicht realisierbar. Die Zahl 65.537 ist die größte bekannte Fermatsche Primzahl:
{\displaystyle 65.537=2^{16}+1}.
Carl Friedrich Gauß bewies im Jahre 1796, dass ein regelmäßiges Vieleck genau dann mit Zirkel und Lineal konstruiert werden kann, wenn die Zahl seiner Ecken – abgesehen von einer beliebigen Zweierpotenz – gleich einem Produkt verschiedener Fermatscher Primzahlen ist.
Im Jahr 1894 fand Johann Gustav Hermes nach mehr als zehnjähriger Anstrengung eine Konstruktionsvorschrift für das regelmäßige 65537-Eck und beschrieb diese in einem Manuskript von mehr als 200 Seiten, welches sich heute in einem speziell dafür angefertigten Koffer in der Mathematischen Bibliothek der Georg-August-Universität Göttingen befindet.

der „Hermes-Koffer“ in der Universität Göttingen
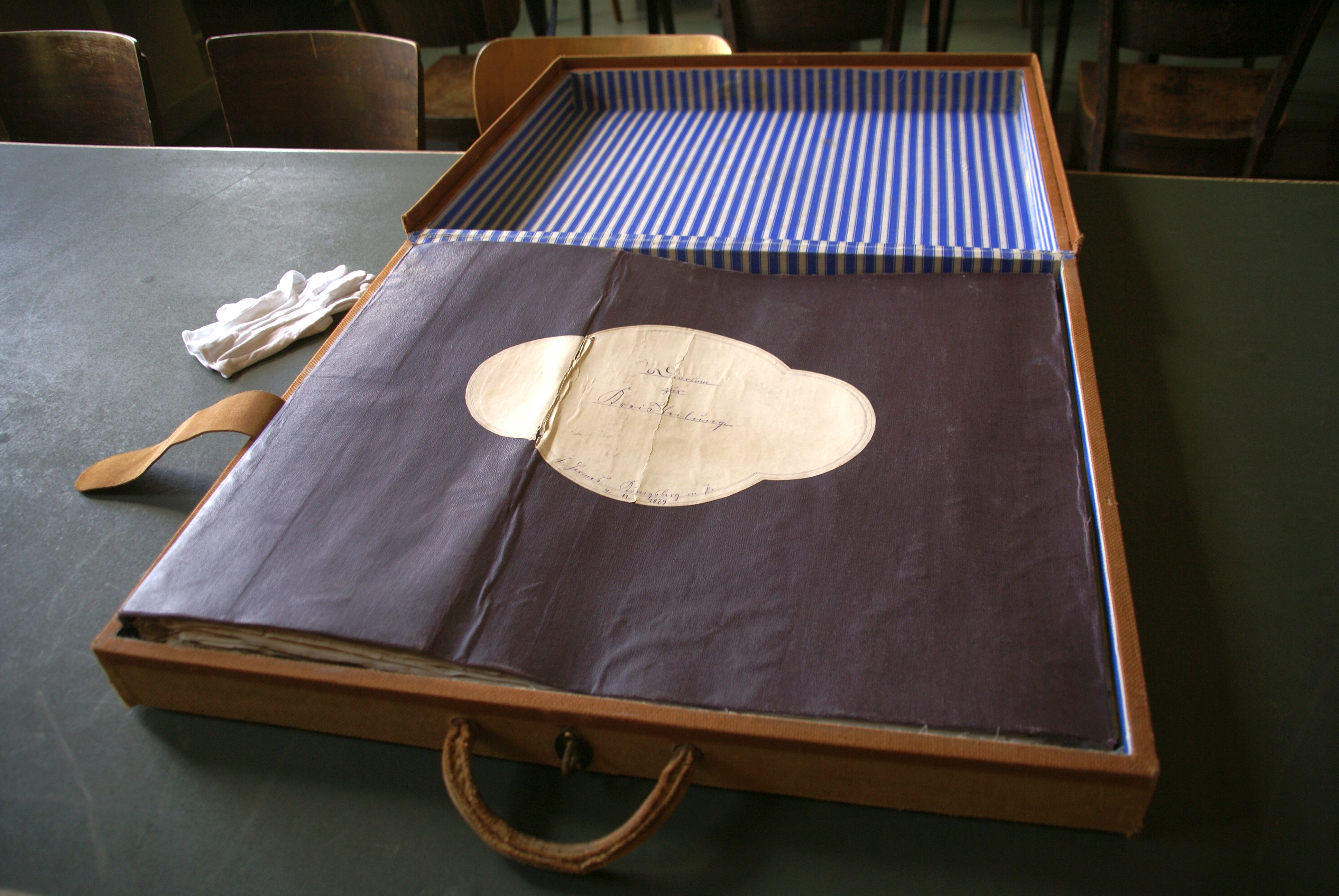
Der Koffer
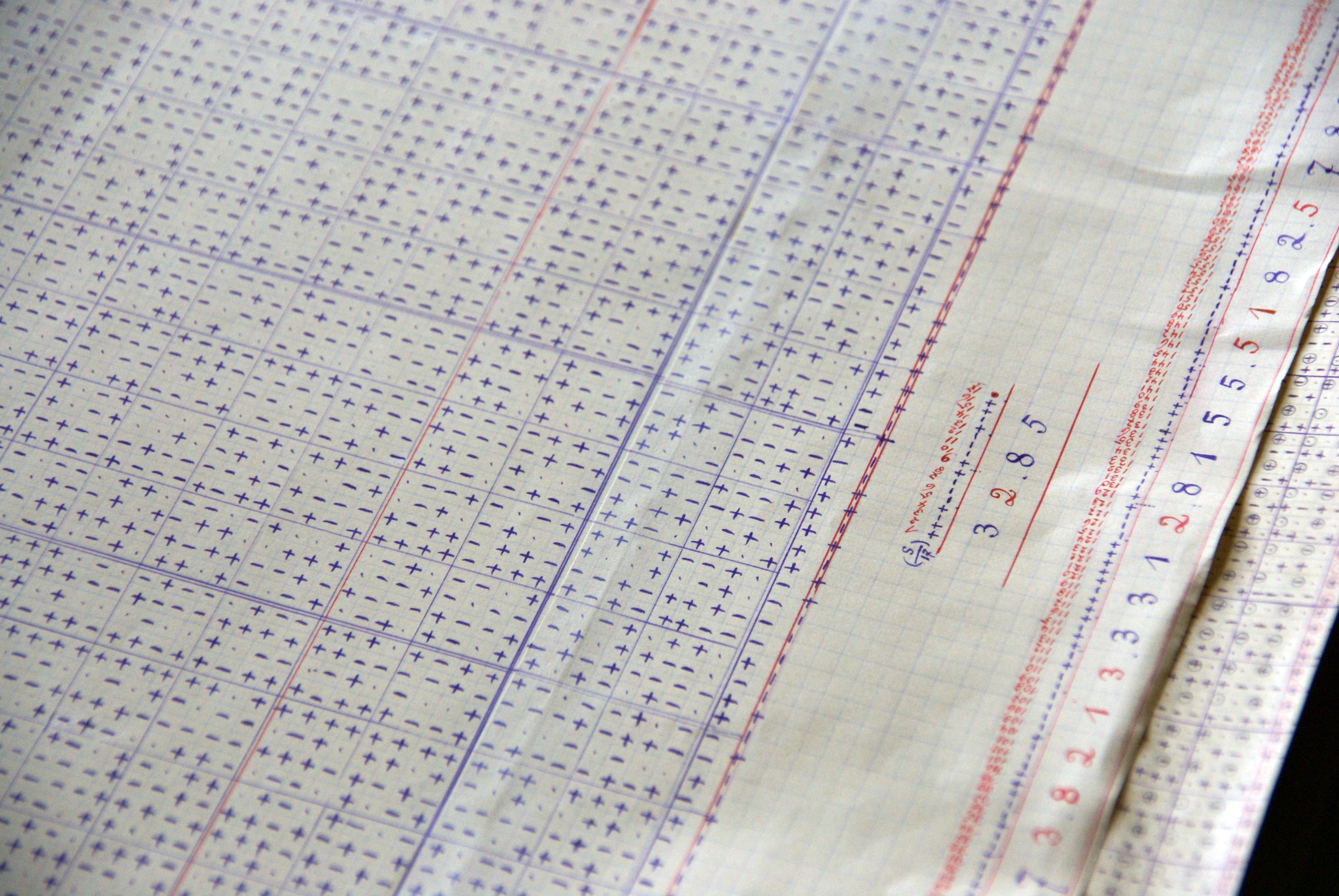
Beispielblatt
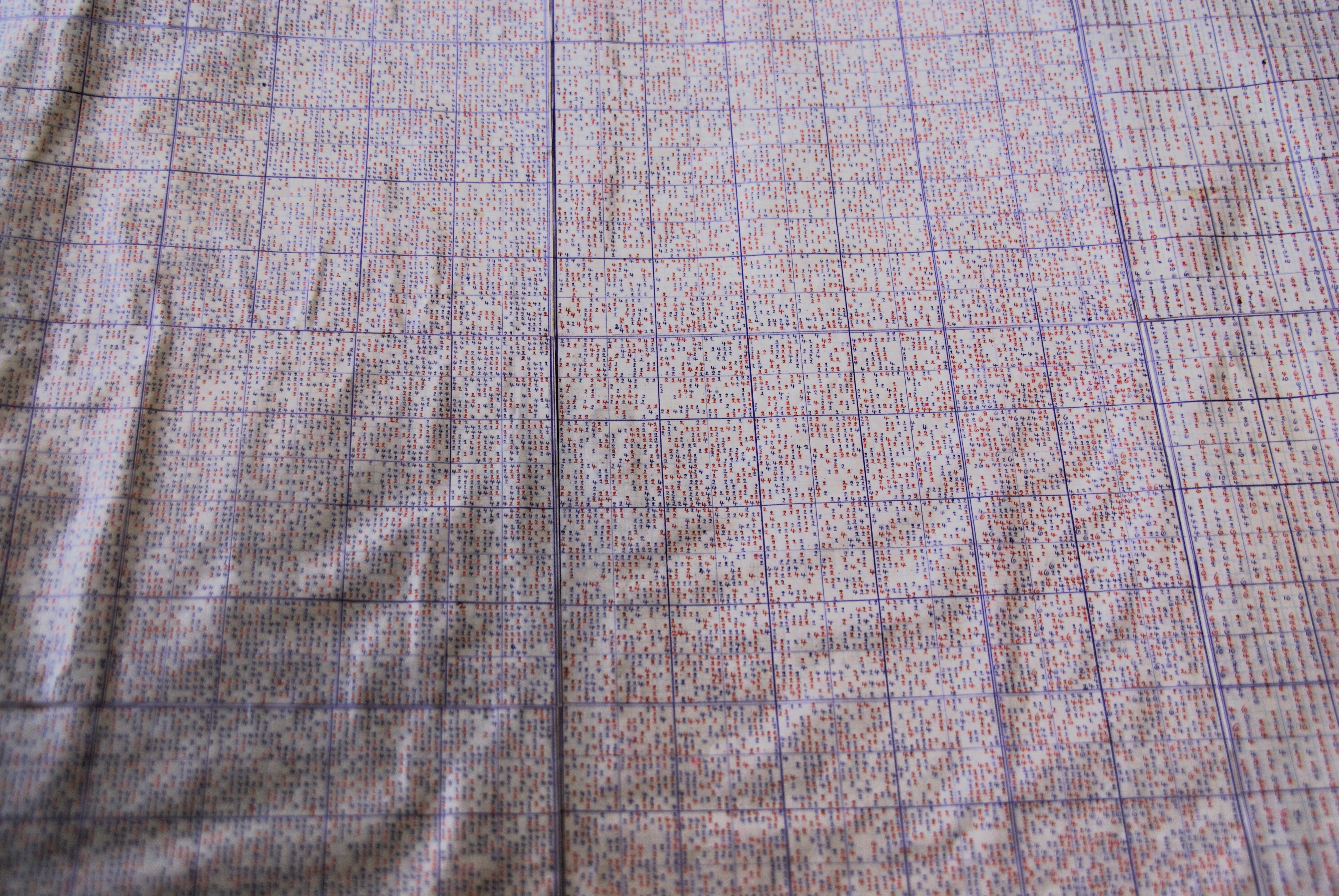
Beispielblatt
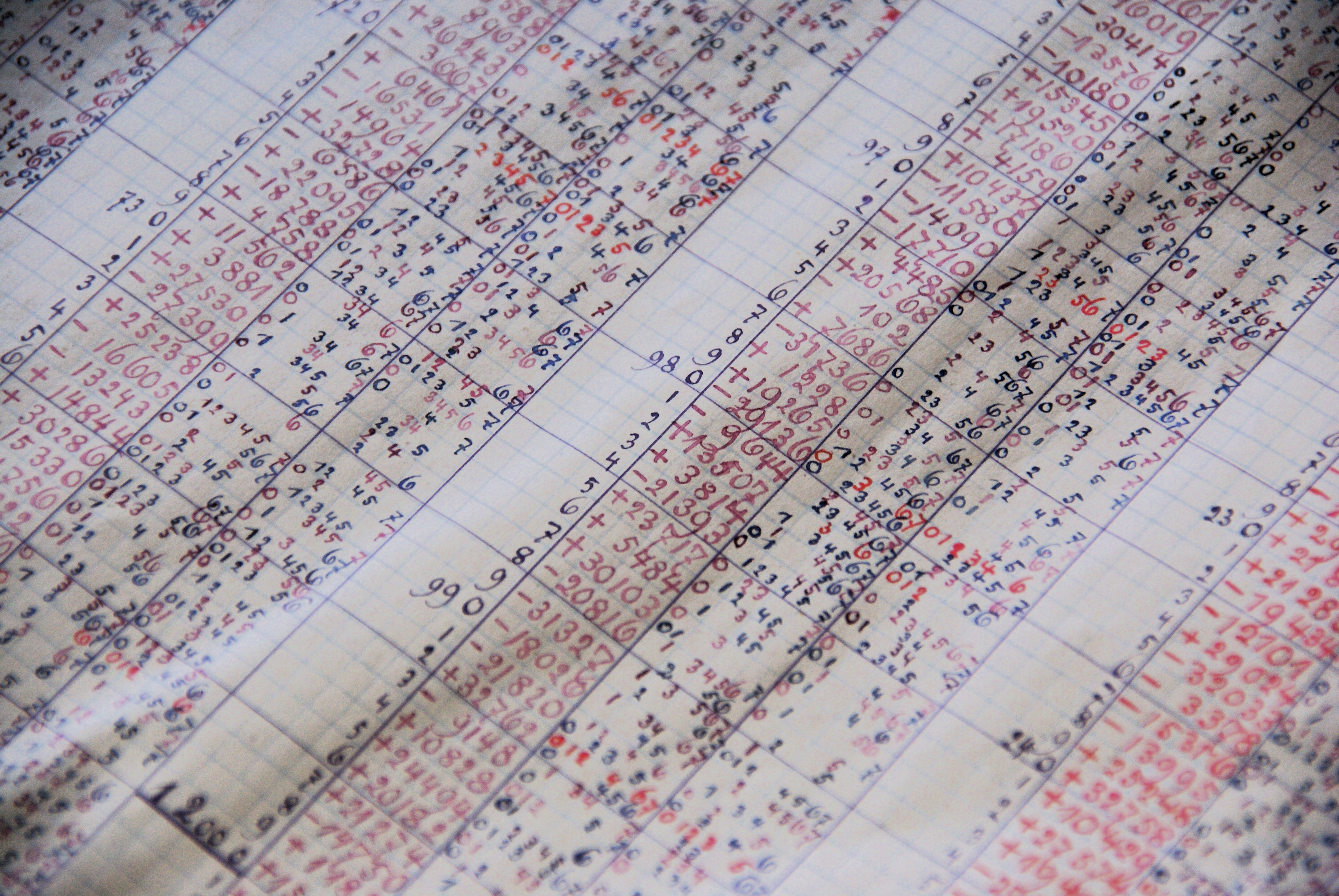
Beispielblatt

## Mathematischer Hintergrund
Der Konstruktion liegt eine Auflösung der Kreisteilungsgleichung {\displaystyle x^{65537}-1=0} mittels geschachtelter Quadratwurzeln zugrunde. Diese Auflösung geschieht analog zum für das Siebzehneck beschriebenen Weg, wobei wie dort als Primitivwurzel wieder {\displaystyle g=3\ } gewählt werden kann.

## Proportionen

Bereits ein Siebzehneck nähert sich stark einem Kreis.

### Winkel
Der Zentriwinkel hat den Wert {\displaystyle {\tfrac {360^{\circ }}{65{.}537}}\approx 0^{\circ }0'19{,}8''=0{,}0055^{\circ }}.
Der Innenwinkel hat den Wert {\displaystyle {\tfrac {65{.}537-2}{65{.}537}}\cdot 180^{\circ }\approx 179^{\circ }59'40{,}2''=179{,}9945^{\circ }=180^{\circ }-0{,}0055^{\circ }}.

### Seitenlänge
Die Seitenlänge hat im Einheitskreis den Wert {\displaystyle 2\cdot \sin \left({\tfrac {180^{\circ }}{65.537}}\right)\approx 9{,}5872\cdot 10^{-5}\;[LE]}

### Veranschaulichung
Zur Veranschaulichung der Proportionen dieser praktisch nicht darstellbaren Figur mögen folgende Überlegungen dienen:
- Ob Turmuhr oder Wecker: Ein halber Tag hat 43200 Sekunden. Die Spitze des langsamen Stundenzeigers weist etwa alle zwei Drittel einer Sekunde auf den nächsten 65537-Eck-Eckpunkt am 12-Stunden-Zifferblatt.
- Was dem Innenwinkel auf 180° fehlt, ist genau der Zentriwinkel einer der 65537 Seiten: etwa 0,0055°. Hebt man eine 10 m lange, ideal biegesteife Stange an einem Ende 1 mm vom ideal planen Boden an, spannt man den praktisch identischen Winkel von 1/10000 (rad) Bogenmaß auf.
- Will man ein 65537-Eck mit einer Seitenlänge von 1 cm zeichnen, so hat dieses einen Durchmesser von mehr als 200 m.
- Zeichnet man umgekehrt ein 65537-Eck mit 20 cm Durchmesser auf ein Zeichenblatt, so beträgt die Seitenlänge etwa 1/100 mm, einen Bruchteil des Durchmessers des dünnsten menschlichen Haares.
- Umschreibt man mit einem 65537-Eck die Erdkugel, so bekommen seine Seiten eine Länge von etwa 600 m; seine Ecken stehen dann nur 7,3 mm von der Erdoberfläche, seinem Inkreis, über.